# Тернопільський професійний коледж з посиленою військовою та фізичною підготовкою
Тернопільський професійний коледж з посиленою військовою та фізичною підготовкою — вище професійне училище, розташоване у Збаражі.

## Історія
Створено його було згідно з наказом Міністерства освіти і науки України № 382 від 31.03.2015 року на базі Збаразького професійно-технічного училища №25.

## Структура
- Лановецька філія[1][2] розташована у м. Ланівці.

## Спеціальності
- Будівництво та цивільна інженерія
- Військове управління
- Державна безпека
- Електроенергетика, електротехніка та електромеханіка
- Інформаційні системи та технології
- Транспортні технології
- Харчові технології

## Керівництво
- В.о. Якимець Петро Іванович
- Процик Василь Мирославович[3]
- Полковник Ластовицький Вадим Вікторович